# Micromitrium tenerum
Micromitrium tenerum là một loài rêu trong họ Ephemeraceae. Loài này được Bruch & Schimp. Crosby mô tả khoa học đầu tiên năm 1968.